# 達努盧伊鄉
45°11′N 24°39′E / 45.183°N 24.650°E
達努盧伊鄉（羅馬尼亞語：Comuna Valea Danului, Argeș），是羅馬尼亞的鄉份，位於該國中南部，由阿爾傑什縣負責管轄，面積31平方公里，海拔高度537米，2007年人口3,003，人口密度每平方公里96人。